# 朱育诚
朱育诚（1938年2月—），男，汉族，江苏如皋人，中华人民共和国政治人物，曾任北京市政协副主席，国务院发展研究中心港澳研究所所长。